# Маркгрофовија Бранденбург
Маркгрофовија Бранденбург је држава која је у склопу Светог римског царства постојала од 1157. до 1806. године. Настала је протеривањем словенских племена са те територије, а престала је да постоји Наполеоновим едиктом од 6. августа 1806. године којим је укинуто Свето римско царство. 

## Историја
Основу државе је на почетку чинила територија Бранденбурга на којој су живела западнословенска племена. У експанзији ка истоку, немачки феудалци од 10. до 12. века савладали су снажан отпор словенских племена, освојили њену територију и населили је немачким живљем. Почетком 13. века, немачки тевтонски витезови освојили су и територију Источне Прусије на којој су живела балтичка племена Пруси. Словени и Пруси су тада немилосрдно истребљивани и насилно германизовани, а освојене области полако постају основица за даљу немачку експанзију према истоку. Бранденбуршки грофови од 1356. године постају изборни кнежеви Светог римског царства. Маркгроф Бранденбурга 1415. године постаје Фридрих Нирнбершки из династије Хоенцолерн. Династија ће бити на пруском престолу све до 1918. године. Територија Бранденбурга се све више ширила, а кнежевска власт над племством у градовима јачала. Бранденбуршки кнез Јоахим II Хектор добио је 1569. године од пољског краља Војводство Источну Прусију, а кнез Јохан Сигимунд наслеђем 1618. године постаје војвода пруски чиме је остварено прво уједињење Бранденбурга и Прусије. У Тридесетогодишњем рату је Бранденбург био играчка у рукама зараћених страна. Вестфалским миром из 1648. године Бранденбург добија источну Померанију. Бранденбург је учествовао у Шведско-пољском рату (1655-1660) те је миром у Оливи бранденбуршка оперативна војска сведена на свега 4000 људи. Језгро војске се у рату могло повећавати. Отада ће бранденбуршка војска непрестано расти. Бранденбург је учествовао у Француско-холандско-шпанском рату (1672-1678) у коме његове трупе нису имале значајнијих успеха. У Шведско-бранденбуршком рату (1674-1679) Бранденбург је одбио упад Швеђана у Померанију, тукао их у бици код Фербелина и освојио све тврђаве западне Помераније. Миром у Сен-Жермену из 1679. године Бранденбург је освојено подручје морао вратити Шведској. Задржао је само источну Померанију. Бранденбуршка војска је у овом рату достигла јачину од 45.000 људи. У Бранденбург је, након укидања Нантског едикта од стране француског краља Луја XIV (1685), прибегло око 15.000 хугенота који су допринели привредном полету, културној и научној делатности, али и војној снази земље. Крајем владавине Фридриха Вилхелма, стајаћа војска Бранденбурга бројала је око 30.000 људи што је, после Аустрије, чини војно најснажнијом немачком земљом. Држава је под владавином Фридриха III Бранденбуршког учествовала у Фалачком, Северном и у Рату за шпанско наслеђе. Фридрих се 1701. године крунисао за краља Источне Прусије док је Бранденбург и даље припадао Светом римском царству. Постепено, титула маркгрофа односно изборног кнеза замењује се краљевском. Пруски краљ Фридрих Вилхелм дефинитивно уједињује та два поседа у једну државу — Прусију.